# Okręg wyborczy Preston North
Okręg wyborczy Preston North powstał w 1950 r. i wysyłał do brytyjskiej Izby Gmin jednego deputowanego. Okręg obejmował północną część miasta Preston. Został zlikwidowany w 1983 r.

## Deputowani do brytyjskiej Izby Gmin z okręgu Preston North
- 1950–1966: Julian Amery, Partia Konserwatywna
- 1966–1970: Ronald Atkins, Partia Pracy
- 1970–1974: Mary Holt, Partia Konserwatywna
- 1974–1979: Ronald Atkins, Partia Pracy
- 1979–1983: Robert Atkins, Partia Konserwatywna